# Wolkersdorf (Herrschaft)
Die Herrschaft Wolkersdorf war eine Grundherrschaft im Viertel unter dem Manhartsberg im Erzherzogtum Österreich unter der Enns, dem heutigen Niederösterreich.

## Ausdehnung
Die mit Pillichsdorf vereinte Herrschaft umfasste zuletzt die Ortsobrigkeit über Eibesbrunn, Obersdorf, Riedenthal, Traunfeld, Kollnbrunn, Wolkersdorf, Parbasdorf, Auersthal, Glinzendorf, Markgrafneusiedl und Pillichsdorf. Der Sitz der Verwaltung befand sich im Schloss Wolkersdorf.

## Geschichte
Letzter Inhaber der Stiftungsfondsherrschaft war k.k. Hospitalfond. Gemäß der Reformen 1848/1849 wurde die Herrschaft danach aufgelöst.